# Галян Анатолій Васильович
Галян Анатолій Васильович (27 квітня 1947, Мар'янівка — 2007) — український скульптор.

## Біографія
Народився 27 квітня 1947 року в селі Мар'янівка на Полтавщині. Ще з дошкільного віку захоплювався малюванням, ліпленням і грою на баяні. Після школи робив безуспішні спроби поступити до Київського і Харківського художніх інститутів. Лише 1967 року зумів поступити на відділ художньої кераміки Львівського інституту декоративного і прикладного мистецтва. Закінчив навчання у 1972 році. Серед викладачів з фаху — Дмитро Крвавич. Працював у галузях станкової та монументальної скульптури та живопису. Брав участь в обласних та загальноукраїнських виставках. Член НСХУ від 1999 року. У Львові проживав на вулиці Медової Печери, 36. Помер 2007 року.
Скульптура
- Пам'ятник Володимиру Леніну в селі Новосілки-Гостинні Самбірського району (1970).[4]
- Меморіальна таблиця страченим гайдамакам у Комарні (1970).[5]
- Меморіальна таблиця у Львові на будинку № 1—3, на вулиці Князя Романа, де був ув'язнений Іван Франко (1972, архітектор Мирон Вендзилович).[6]
- Пам'ятник на могилі вченого Олексія Журбіна на Личаківському цвинтарі, поле № 17 (після 1974).[7]
- Портрет Героя Соціалістичної Праці М. Весоловської (1975, тонований гіпс, 85×80×75, Львівський історичний музей).[8]
- Портрет Народного артиста СРСР Амвросія Бучми (1977, тонований гіпс). Експонувалась 1977 року на обласній художній виставці у Львові.[2]
- Портрет академіка В. Глушка (1979, бронза, 70×45×45).[8]
- Монументально-декоративна композиція «Hominum animaliumque saluti» на фасаді Ветеринарної академії на вулиці Пекарській, 50 у Львові.[джерело?]
- Пам'ятник В. Леніну в місті Рудки (1980).[4]
- Скульптурна група, що зображує Івана Федорова з двома помічниками. Встановлена 1977 року у дворі львівського монастиря святого Онуфрія (у той час — музей Івана Федорова).[9] У 1989-му перенесена у двір палацу Потоцьких на вулиці Коперника.[джерело?]
- «Фехтувальники», медаль (1983, бронза, діаметр — 13).[10]
- Пам'ятник на місці бою радянських і німецьких військ у селі Сілець Сокальського району (1986, архітектор Олександр Матвіїв).[джерело?]
- «Захар Беркут» (1986, склоцемент, 129×75×58).[11]
- Пам'ятний знак «50-річчя возз'єднання українських земель» (1989, співавторство — архітектор А. Огранович) на вул. Дзержинського у Львові. На початку 1990-х років демонтований. [12]
- Пам'ятник Тарасові Шевченку в Ходорові (1992).[13]
- Пам'ятник Тарасові Шевченку у Сколе (1993, архітектор М. Білий).[14]
- Пам'ятник Петру Андрусіву в селі Кам'янобрід Яворівського району (1997).[15]
- Пам'ятник Василеві Симоненку в Черкасах (2006, гіпс).[16]
- Пам'ятник на гробівці Кушнірових на Личаківському цвинтарі, поле № 6.[17]
- Пам'ятний знак у селі Вільшаник Львівської області (архітектор Мирон Вендзилович).[18]
- Меморіальна таблиця полоненим гайдамакам на стіні міського арсеналу у Львові.
- Меморіальна таблиця Ігореві Білозіру на музичній школі в Радехові (бронза).[19]
- Пам'ятник Омарові Хайяму в Душанбе.[20]

Живопис
- «Материнство» (1977, полотно, олія).[21]
- Портрет Ярослава Галана (1980, полотно, олія).[22]

Меморіальна таблиця на міському арсеналі у Львові
«Hominum animaliumque saluti», вул. Пекарська у Львові
Скульптурна група «Друкарі»
Меморіальна таблиця Іванові Франку